# سیارک ۷۸۴۳۲
سیارک ۷۸۴۳۲ (به انگلیسی: 78432 Helensailer، نامگذاری:2002QR50) هفتاد و هشت هزار و چهارصد و سی و دومین سیارک کشف شده‌است که در ۲۹ اوت ۲۰۰۲ کشف شد.